# Cannabis au Cambodge
 (janvier 2017).
Si vous disposez d'ouvrages ou d'articles de référence ou si vous connaissez des sites web de qualité traitant du thème abordé ici, merci de compléter l'article en donnant les références utiles à sa vérifiabilité et en les liant à la section « Notes et références ».
Bien que techniquement illégale, la consommation de cannabis au Cambodge est répandue parmi les populations Khmer et les touristes de passage dans le pays.
La marijuana peut être facilement achetée et fumée dans les lieux publics sans s'exposer à la moindre menace d'arrestation. Plusieurs restaurants « Happy » situés à Phnom Penh, Siem Reap et Sihanoukville servent publiquement de la nourriture à base de marijuana, ou en tant que garniture pour les plats,,.